# Hajji Mohammed
Hajji Mohammed (àrab: حجي محمد, Ḥajjī Muḥammad) és un jaciment arqueològic proper a Uruk a l'Iraq del sud, que ha donat nom a una ceràmica trobada en aquest lloc per primer cop el 1937, consistent en peces decorades per dins i fora amb dibuixos geomètrics de color entre vermell i marron fosc que presenta certes similituds amb la ceràmica d'Halaf. Posteriorment es va trobar a Ras el-Amya, prop de Kish, a Choga Mami al Khuzestan. El jaciment estava cobert de dos metres d'al·luvió i fou descobert accidentalment en un llit sec de l'Eufrates. La ceràmica està datada entre 5000 aC i 4500 aC. Va donar pas a la ceràmica clàssica i tardana anomenada Ubaid, que també deriva al mateix temps de la ceràmica d'Eridu.